# 稲垣道夫
稲垣 道夫（いながき みちお、194*年*月*日 - ）は、愛知県出身のソフトテニス選手。1979年第三回世界ソフトテニス選手権ダブルス優勝。

## 来歴・人物
安城高校-日本体育大学。プレースタイルは前衛、そのスピードとパワーからエイトマンの愛称がある、井伊勝利とのペアで一時代を築き、ライバル木口利充・横江忠志と数々の名勝負を演じた、サウスポー。

## 国際大会代表歴[1]。
第8回亜細亜軟式庭球選手権(1971)
個人戦2回戦敗退（山口・稲垣）　団体優勝
第9回亜細亜軟式庭球選手権(1973)
個人戦2回戦敗退（篠野・稲垣）　団体優勝
第1回世界ソフトテニス選手権(1975)
個人戦準優勝（井伊・稲垣）　団体優勝
第2回世界ソフトテニス選手権(1977)
個人戦準優勝（井伊・稲垣）　団体優勝
第3回世界ソフトテニス選手権(1979)
個人戦優勝（井伊・稲垣）　団体優勝
第4回世界ソフトテニス選手権(1981)
　団体優勝
第6回世界ソフトテニス選手権(1985)
団体三位